# Neodexiospira benhami
Neodexiospira benhami är en ringmaskart som beskrevs av Pillai 1970. Neodexiospira benhami ingår i släktet Neodexiospira och familjen Serpulidae. Inga underarter finns listade i Catalogue of Life.